# Kurt Schneider (Leichtathlet)
Kurt Paul Erich Schneider (* 3. Februar 1900 in Hirschberg, Provinz Schlesien; † 26. Juli 1988 in Bad Oldesloe) war ein deutscher Marathonläufer.
1925 und 1926 wurde er Deutscher Meister im 25-km-Straßenlauf.
Beim Marathon der Deutschen Meisterschaften 1927 wurde er Zweiter in 3:06:15 h. Im Jahr darauf wurde er am 17. Juni beim deutschen Qualifikationsrennen für die Olympischen Spiele auf einer mutmaßlich 40 km langen Strecke Sechster in 2:43:10 h. Vier Wochen später wurde er beim Marathon der Deutschen Meisterschaften in Düsseldorf Dritter in 2:54:10 h.
Beim olympischen Marathon in Amsterdam kam er in 2:59:36 h auf den 47. Platz.
Beim Marathon der Deutschen Meisterschaften 1929 wurde er Zweiter in 3:14:34 h.